# فيزار بيكاج
فيزار بيكاج (بالألبانية: Visar Bekaj) (24 مايو 1997 ببريشتينا في كوسوفو - ) هو لاعب كرة قدم ألباني في مركز حراسة المرمى. شارك مع منتخب ألبانيا تحت 17 سنة لكرة القدم ومنتخب كوسوفو تحت 21 سنة لكرة القدم ومنتخب كوسوفو لكرة القدم. أما مع النوادي، فقد لعب مع نادي بريشتينا.

## روابط خارجية
- فيزار بيكاج على موقع الاتحاد الدولي (مؤرشف)  (الإنجليزية)
- فيزار بيكاج على موقع الاتحاد الأوربي (الإنجليزية)
- فيزار بيكاج على موقع اتحاد تركيا (لاعب) (الإنجليزية)
- فيزار بيكاج على موقع قاعدة بيانات كرة القدم.إي يو (الإنجليزية)
- فيزار بيكاج على موقع ناشيونال فوتبول تيمز (الإنجليزية)
- فيزار بيكاج على موقع Soccerway.com (الإنجليزية)
- فيزار بيكاج على موقع عالم كرة القدم.نت (الإنجليزية)